# Emotionell intelligenskvot
Emotionell intelligens (EQ, förkortning för emotional quotient, "emotionell kvot", jämför IQ, intelligenskvot) är ett mått på en persons förmåga när det gäller att kunna handskas med egna och andras känslor, ha relationer, motivera sig själv och vara empatisk. En tydligare beskrivning är att ytligt sett ge intryck av att ha hög intelligens. Ett närliggande, men inte identiskt, begrepp är social kompetens.

## Kritik
EQ har kritiserats bland annat med avseende på användbarhet och mätbarhet:

### Användbarhet
Landy (2005) hävdar att de studier som utförts på EQ har visat att de bidrar lite eller ingenting till att förklara eller förutspå till exempel akademisk och yrkesmässig framgång. Detta till skillnad från IQ, som är en mycket god prediktor.

### Mätbarhet
Flera problem kan uppstå när EQ skall mätas. Till exempel är det svårt att förhindra att personer ljuger i tester för att uppnå en högre EQ.[källa behövs]